# Dawn Atkins
Dawn Atkins (13 de fevereiro de 1962) é uma escritora norte-americana de ficção e não ficção, além de ativista e educadora.

## Biografia
Atkins fundou a Shadows Of..., uma revista de ficção científica e fantasia que foi publicada de 1979 a 1982. Atkins trabalhou meio período no The Moore Monitor (1980–1981). O trabalho em todas essas áreas rendeu a Atkins uma bolsa de estudos em jornalismo na Universidade de Oklahoma. Depois de iniciar nesta instituição acadêmica, ela também trabalhou para o The Norman Transcript (1981–1982).
Em 1984, Atkins deixou a universidade para aceitar um cargo de tempo integral como editora-chefe da Locus Magazine (a revista do campo de ficção científica e fantasia). Enquanto estava lá, Atkins redesenhou a revista e ganhou um Prêmio Hugo (1985). Atkins deixou a Locus e retornou à faculdade em 1986, concluindo o bacharelado em artes (dupla especialização) em escrita profissional e antropologia pela Universidade da Califórnia, Santa Cruz (1989), enquanto também trabalhava meio período como instrutor de redação na UCSC e jornalista em várias publicações locais, incluindo o popular jornal semanal The Sun.
Atkins é filha da ativista feminista Mary E. Atkins e, com sua mãe, foi membro de várias organizações ativistas em Oklahoma e na Califórnia, incluindo a Organização Nacional de Mulheres. Atkins e sua mãe faziam parte de um movimento para aumentar a conscientização sobre questões de imagem corporal, como discriminação de aparência e distúrbios alimentares. Em 1988, o seu trabalho levou a NOW a reconhecer oficialmente a necessidade de abordar questões de imagem corporal.
O ativismo de Atkins contra a discriminação levou a ser fundadora e presidente durante vários anos (1989–1994) de uma organização de educação sobre a imagem corporal, a Body Image Task Force. Atkins também foi um dos coautores e principais organizadores da Portaria Antidiscriminação da Cidade de Santa Cruz (1992), que acrescentou "orientação sexual, gênero, altura, peso e aparência física" às categorias protegidas e se tornou um modelo para outras leis antidiscriminação em outras cidades.
Em 1994, Atkins foi aprovada no programa de doutorado em Antropologia da Universidade de Iowa. Atkins concluiu o mestrado em Antropologia em 1996. Atkins foi editora convidada de edições especiais do Journal of Lesbian Studies, Journal of Bisexuality e International Journal of Sexuality and Gender Studies.
Atkins estava trabalhando em uma dissertação para o programa de doutorado quando uma lesão traumática o impediu de concluir o programa. Enquanto se recuperava da lesão, Atkins passou vários anos como proprietário de uma loja on-line de livros raros e usados antes de voltar a escrever. A lesão de Atkins evoluiu para um distúrbio de dor crônica (fibromialgia), o que proibiu o retorno à antropologia ou ao jornalismo. Atkins escreve e edita ficção e publicou vários romances sob pseudônimos, incluindo DM Atkins.

## Vida pessoal
Atkins também foi ativa nas religiões wicca e no neopaganismo. Ela foi líder de organizações pagãs em Santa Cruz e Iowa City, dando aulas introdutórias e liderando rituais e eventos públicos. Ela foi uma das fundadoras e líderes da Iowa Pagan Access Network (1995–1998).

## Obras publicadas
- Atkins, Dawn (1998). Looking queer: body image and identity in lesbian, bisexual, gay, and transgender communities (em inglês). New York: Haworth Press. ISBN 9781560239314 - revisado em.[15][16][17]
- Atkins, Dawn (1999). Lesbian Sex Scandals: Sexual Practices, Politics and Identities (em inglês). [S.l.]: Haworth Press. ISBN 0789005484 ISBN 0789005484
- Atkins, Dawn (2002). Bisexual Women in the Twenty-First Century (em inglês). [S.l.]: Haworth Press. ISBN 978-1-56023-303-9 ISBN 978-1-56023-303-9
- Atkins, D.M; Taylor, Chris (2009). Faewolf (em inglês). [S.l.]: Circlet Press. ISBN 978-1-885-865-67-0 ISBN 978-1-885-865-67-0
- Atkins, D.M (2015). Crossed Rose (em inglês). [S.l.]: Fantastic Fiction Publishing. ISBN 978-1-62234-236-5 ISBN 978-1-62234-236-5